# Mapa de lligament
Un mapa de lligament és un mapa genètic realitzat sobre una espècie o població experimental que mostra la posició dels seus gens o marcadors genètics coneguts, amb relació a ells mateixos basant-se en la freqüència de recombinació d'aquests, en lloc de fer-ho basant-se en distàncies físiques. Els mapes de lligament són crucials per identificar la posició de gens que poden causar malalties genètiques.
Alfred Henry Sturtevant, en la seva època d'estudiant, va tenir la idea de crear mapes de lligament per determinar la posició relativa dels gens a partir d'una sèrie de resultats obtinguts pel seu professor Thomas Hunt Morgan. Morgan havia observat prèviament que les diferències en la força de lligament entre dos gens estaven relacionades amb la distància entre aquests, i Sturtevant va pensar que gràcies a això hi havia la possibilitat de determinar la posició relativa dels gens en la dimensió linear d'un cromosoma.

## Fonament
La idea en què es basen els mapes de lligament és la següent. Imaginem dos gens que estan situats en un mateix cromosoma a una distància fixa. Si es produeix una divisió meiòtica de la cèl·lula, en la qual hi ha recombinació de les cromàtides no germanes, poden succeir dues coses: o bé que es produeixi un entrecreuament entre aquests dos gens generant nous recombinants, o bé que no hi hagi cap entrecreuament i en les cromàtides resultants els gens segueixin junts i, per tant, no es generi cap recombinant. El que Sturtevant va proposar, és que si com més separats es troben dos gens entre si, més alta és la probabilitat que en la meiosi es produeixi un entrecreuament i, per tant, com més a prop estiguin l'un de l'altre, és menys probable que es produeixi un entrecreuament en la zona que els separa. Així doncs, determinant la freqüència de recombinants, es pot obtenir un mapa amb les distàncies que separen els gens, ja que, com més a prop siguin, més baixa serà la freqüència de recombinants i, com més lluny estiguin, més alta serà.
Les distàncies en els mapes de lligament es representen amb unitats de mapa. Una unitat de mapa és la distància que hi ha entre dos gens entre els quals es produeix un entrecreuament de cada cent meiosis. En altres paraules, si dos gens tenen una freqüència de recombinació d'un 1%, la distància entre els gens serà d'una unitat de mapa. Sovint en lloc d'unitats de mapa es parla de centimorgans (cM), en honor de Thomas Hunt Morgan. La distància màxima que pot separar dos gens és de 50 cM. Això és així perquè si tenim una cromàtide amb els dos gens que volem estudiar i una altra sense aquests podem obtenir quatre resultats: que els dos gens segueixin a la mateixa cromàtide, que hi hagi hagut entrecreuament i que el primer gen sigui a l'altra cromàtide, que hi hagi hagut entrecreuament i que el segon gen sigui a l'altra cromàtide i que hi hagi hagut un doble entrecreuament, és a dir, dos entrecreuaments alhora enmig dels dos gens i que tots dos siguin a la mateixa cromàtide. Per tant, dos gens molt separats, en 1/2 dels casos hauran recombinat i en 1/2 no i, per tant, la freqüència de recombinació màxima serà d'un 50%, fet que implica una distància màxima de 50 cM.
Cal tenir present que els mapes de lligament no són mapes físics, i no podem dir de cap manera que les distàncies genètiques que calculem basant-se en les freqüències de recombinació es corresponen amb les distàncies reals que hi ha entre els gens en un cromosoma, tot i que les anàlisis citogenètiques i moleculars han demostrat que la relació entre freqüència de recombinació i distància física s'ajusta bastant a la realitat.